# Wilzenburger Waschbach
Der Wilzenburger Waschbach ist ein fast 1 Kilometer langer, südwestlicher und linker Zufluss der Ruwer bei der Ortsgemeinde Pluwig im rheinland-pfälzischen Landkreis Trier-Saarburg

## Verlauf
Der Wilzenburger Waschbach entspringt auf 295 Meter über NN, hat eine Länge von etwa 800 Metern und mündet auf 210 Meter über NN in einen Altarm der Ruwer bei der Kreisstraße 63.
Der Premiumwanderweg Romika-Weg führt am Oberlauf des Wilzenburger Waschbaches vorbei.